# Стоян Божинов
Стоян Божинов е български комунстически активист и общественик.

## Биография
Божинов е роден в Бяла Слатина. Той е сред първите активисти на социалистическото движение в Бяла Слатина.
Същевременно Божинов е активист и на Белослатинското македонско дружество. През юли – август 1900 година е делегат от Белослатинското дружество на Седмия конгрес на Македонската организация. През април 1901 година е делегат и на Осмия конгрес на Организацията.
От 1908 до 1911 година Божинов е кмет на Бяла Слатина.
През Първата световна война служи като артелчик в девета армейска паркова колона. За полезна и усърдна служба е награден с бронзов медал „За заслуга“.
По време на Септемврийското въстание в 1923 година овладелите Бяла Слатина комунистически въстаниици отново го правят кмет на града.